# Leichtathletik-Weltmeisterschaften 1995/110 m Hürden der Männer

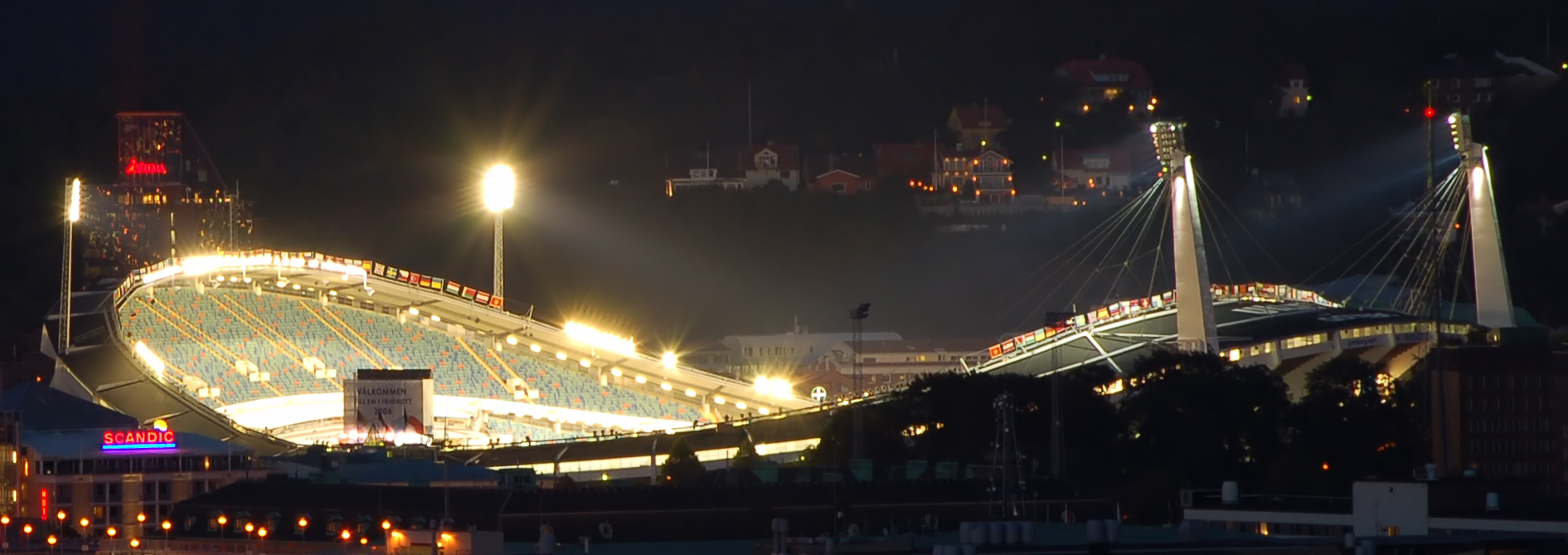
Das Göteborger Ullevi-Stadion im Jahr 2006

Der 110-Meter-Hürdenlauf der Männer bei den Leichtathletik-Weltmeisterschaften 1995 wurde am 11. und 12. August 1995 im Göteborger Ullevi-Stadion ausgetragen.
Mit Gold und Bronze errangen die US-amerikanischen Hürdensprinter in diesem Wettbewerb zwei Medaillen. Weltmeister wurde Allen Johnson, der zu seinem ersten von vier WM-Titeln kam. Den zweiten Platz belegte der britische Vizeweltmeister von 1993, WM-Dritte von 1991, Vizeeuropameister von 1990 und EM-Dritte von 1994 Tony Jarrett. Der zweifache Olympiasieger (1984/1988) Roger Kingdom errang die Bronzemedaille.

## Bestehende Rekorde
| Weltrekord               | 12,91 s | Colin Jackson | WM 1993 in Stuttgart, Deutschland | 20. August 1993 |
| Weltmeisterschaftsrekord | 12,91 s | Colin Jackson | WM 1993 in Stuttgart, Deutschland | 20. August 1993 |

Der bestehende WM-Rekord wurde bei diesen Weltmeisterschaften nicht eingestellt und nicht verbessert.

## Vorrunde
Die Vorrunde wurde in sechs Läufen durchgeführt. Die ersten vier Athleten pro Lauf – hellblau unterlegt – sowie die darüber hinaus acht zeitschnellsten Läufer – hellgrün unterlegt – qualifizierten sich für das Viertelfinale.

### Vorlauf 1
11. August 1995, 10:35 Uhr
Wind: −0,8 m/s
| Platz | Name            | Nation         | Zeit (s) |
| ----- | --------------- | -------------- | -------- |
| 1     | Jack Pierce     | USA            | 13,48    |
| 2     | Emilio Valle    | Kuba           | 13,55    |
| 3     | Andy Tulloch    | Großbritannien | 13,69    |
| 4     | Kai Kyllönen    | Finnland       | 13,81    |
| 5     | Frank Asselman  | Belgien        | 13,85    |
| 6     | Aleksandr Yenko | Moldau         | 13,97    |
| 7     | Emmanuel Romary | Frankreich     | 14,11    |
| 8     | Sean Cahill     | Irland         | 14,33    |

### Vorlauf 2
11. August 1995, 10:41 Uhr
Wind: ±0,0 m/s
| Platz | Name                | Nation      | Zeit (s) |
| ----- | ------------------- | ----------- | -------- |
| 1     | Florian Schwarthoff | Deutschland | 13,45    |
| 2     | Kyle Vander-Kuyp    | Australien  | 13,47    |
| 3     | Dan Philibert       | Frankreich  | 13,60    |
| 4     | Johan Lisabeth      | Belgien     | 13,76    |
| 5     | Herwig Röttl        | Österreich  | 13,85    |
| 6     | Gaute Gundersen     | Norwegen    | 13,95    |
| 7     | Pedro Chiamulera    | Brasilien   | 14,33    |
| 8     | Mahesh Perera       | Sri Lanka   | 14,64    |

### Vorlauf 3
11. August 1995, 10:47 Uhr
Wind: +1,7 m/s
| Platz | Name             | Nation         | Zeit (s) |
| ----- | ---------------- | -------------- | -------- |
| 1     | Antti Haapakoski | Finnland       | 13,50    |
| 2     | Eric Kaiser      | Deutschland    | 13,63    |
| 3     | George Boroi     | Rumänien       | 13,65    |
| 4     | Neil Owen        | Großbritannien | 13,74    |
| 5     | Levente Csillag  | Ungarn         | 13,75    |
| 6     | Tim Kroeker      | Kanada         | 13,76    |
| 7     | Wagner Marseille | Haiti          | 14,03    |
| 8     | Arturo Rodríguez | Chile          | 14,11    |

### Vorlauf 4
11. August 1995, 10:53 Uhr
Wind: +0,1 m/s
| Platz | Name             | Nation              | Zeit (s) |
| ----- | ---------------- | ------------------- | -------- |
| 1     | Roger Kingdom    | USA                 | 13,35    |
| 2     | Erik Batte       | Kuba                | 13,44    |
| 3     | Chen Yanhao      | Volksrepublik China | 13,58    |
| 4     | Claes Albihn     | Schweden            | 13,60    |
| 5     | Guntis Peders    | Lettland            | 13,78    |
| 6     | Walmes de Souza  | Brasilien           | 13,84    |
| 7     | Jonathan N’Senga | Belgien             | 13,84    |
| 8     | Carlos Sala      | Spanien             | 14,01    |

### Vorlauf 5
11. August 1995, 10:59 Uhr
Wind: −0,1 m/s
| Platz | Name                  | Nation      | Zeit (s) |
| ----- | --------------------- | ----------- | -------- |
| 1     | Allen Johnson         | USA         | 13,44    |
| 2     | Robert Foster         | Jamaika     | 13,49    |
| 3     | Vincent Clarico       | Frankreich  | 13,67    |
| 4     | Patrik Torkelson      | Schweden    | 13,72    |
| 5     | Sven Göhler           | Deutschland | 13,74    |
| 6     | Jyrki Kähkönen        | Finnland    | 13,77    |
| 7     | Gennadi Dakschewitsch | Russland    | 13,82    |
| 8     | Gunnar Schrör         | Schweiz     | 13,95    |

### Vorlauf 6
11. August 1995, 11:05 Uhr
Wind: −0,3 m/s
| Platz | Name                  | Nation         | Zeit (s) |
| ----- | --------------------- | -------------- | -------- |
| 1     | Tony Jarrett          | Großbritannien | 13,57    |
| 2     | Igor Kováč            | Slowakei       | 13,66    |
| 3     | Igors Kazanovs        | Lettland       | 13,74    |
| 4     | Niklas Eriksson       | Schweden       | 13,85    |
| 5     | Joílto Bonfim         | Brasilien      | 13,91    |
| 6     | William Erese         | Nigeria        | 13,92    |
| 7     | Nur Herman Majid      | Malaysia       | 14,19    |
| 8     | Prodromos Katsantonis | Zypern         | 14,28    |

## Viertelfinale
Aus den vier Viertelfinalläufen qualifizierten sich die jeweils ersten vier Athleten – hellblau unterlegt – für das Halbfinale.

### Viertelfinallauf 1
11. August 1995, 17:55 Uhr
Wind: +0,6 m/s
| Platz | Name             | Nation         | Zeit (s) |
| ----- | ---------------- | -------------- | -------- |
| 1     | Kyle Vander-Kuyp | Australien     | 13,29    |
| 2     | Roger Kingdom    | USA            | 13,32    |
| 3     | Robert Foster    | Jamaika        | 13,60    |
| 4     | Andy Tulloch     | Großbritannien | 13,62    |
| 5     | Jonathan N’Senga | Belgien        | 13,67    |
| 6     | Vincent Clarico  | Frankreich     | 13,86    |
| DNF   | Sven Göhler      | Deutschland    |          |
| DNF   | Niklas Eriksson  | Schweden       |          |

### Viertelfinallauf 2
11. August 1995, 18:01 Uhr
Wind: +2,8 m/s
| Platz | Name             | Nation              | Zeit (s) |
| ----- | ---------------- | ------------------- | -------- |
| 1     | Jack Pierce      | USA                 | 13,34    |
| 2     | Igor Kováč       | Slowakei            | 13,40    |
| 3     | Antti Haapakoski | Finnland            | 13,57    |
| 4     | Neil Owen        | Großbritannien      | 13,82    |
| 5     | Patrik Torkelson | Schweden            | 13,84    |
| 6     | Tim Kroeker      | Kanada              | 13,88    |
| 7     | Walmes de Souza  | Brasilien           | 13,91    |
| 8     | Chen Yanhao      | Volksrepublik China | 18,02    |

### Viertelfinallauf 3
11. August 1995, 18:07 Uhr
Wind: +0,2 m/s
| Platz | Name                | Nation         | Zeit (s) |
| ----- | ------------------- | -------------- | -------- |
| 1     | Tony Jarrett        | Großbritannien | 13,23    |
| 2     | Florian Schwarthoff | Deutschland    | 13,24    |
| 3     | Dan Philibert       | Frankreich     | 13,43    |
| 4     | Emilio Valle        | Kuba           | 13,47    |
| 5     | Claes Albihn        | Schweden       | 13,52    |
| 6     | Johan Lisabeth      | Belgien        | 13,77    |
| 7     | Guntis Peders       | Lettland       | 13,84    |
| 8     | Jyrki Kähkönen      | Finnland       | 13,98    |

### Viertelfinallauf 4

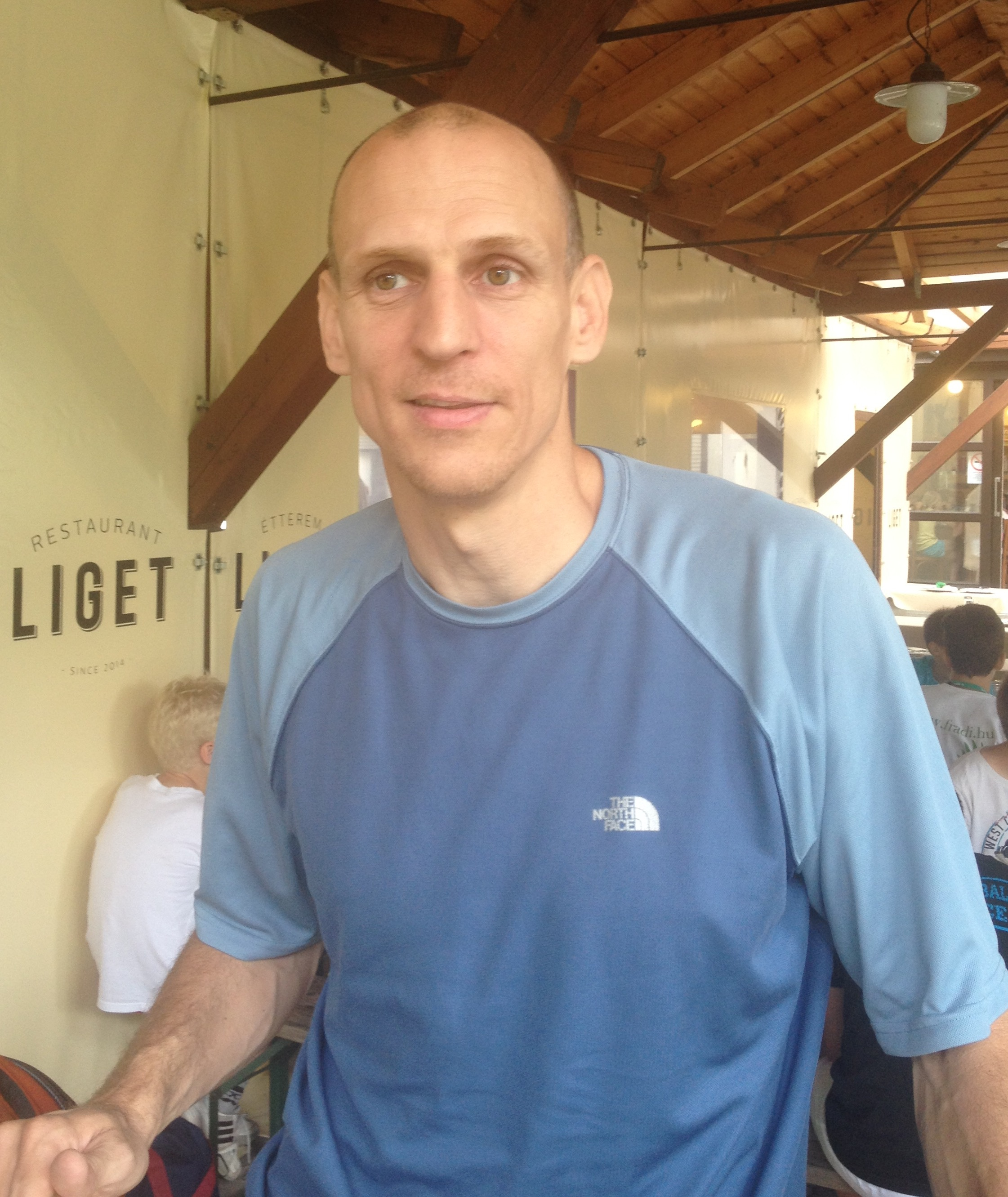
Levente Csillag (hier im Jahr 2015) schied als Sechster seines Rennens im Viertelfinale aus

11. August 1995, 18:13 Uhr
Wind: −0,1 m/s
| Platz | Name                  | Nation      | Zeit (s) |
| ----- | --------------------- | ----------- | -------- |
| 1     | Erik Batte            | Kuba        | 13,44    |
| 2     | Eric Kaiser           | Deutschland | 13,50    |
| 3     | Allen Johnson         | USA         | 13,54    |
| 4     | Igors Kazanovs        | Lettland    | 13,55    |
| 5     | George Boroi          | Rumänien    | 13,79    |
| 6     | Levente Csillag       | Ungarn      | 13,92    |
| 7     | Gennadi Dakschewitsch | Russland    | 14,11    |
| DNF   | Kai Kyllönen          | Finnland    |          |

## Halbfinale
Aus den beiden Halbfinalläufen qualifizierten sich die jeweils ersten drei Athleten – hellblau unterlegt – sowie die darüber hinaus zwei zeitschnellsten Läufer – hellgrün unterlegt – für das Finale.

### Halbfinallauf 1
12. August 1995, 18:20 Uhr
Wind: −0,1 m/s
| Platz | Name             | Nation         | Zeit (s) |
| ----- | ---------------- | -------------- | -------- |
| 1     | Allen Johnson    | USA            | 13,25    |
| 2     | Jack Pierce      | USA            | 13,27    |
| 3     | Emilio Valle     | Kuba           | 13,27    |
| 4     | Kyle Vander-Kuyp | Australien     | 13,36    |
| 5     | Igor Kováč       | Slowakei       | 13,45    |
| 6     | Antti Haapakoski | Finnland       | 13,54    |
| 7     | Andy Tulloch     | Großbritannien | 13,62    |
| 8     | Eric Kaiser      | Deutschland    | 13,71    |

### Halbfinallauf 2

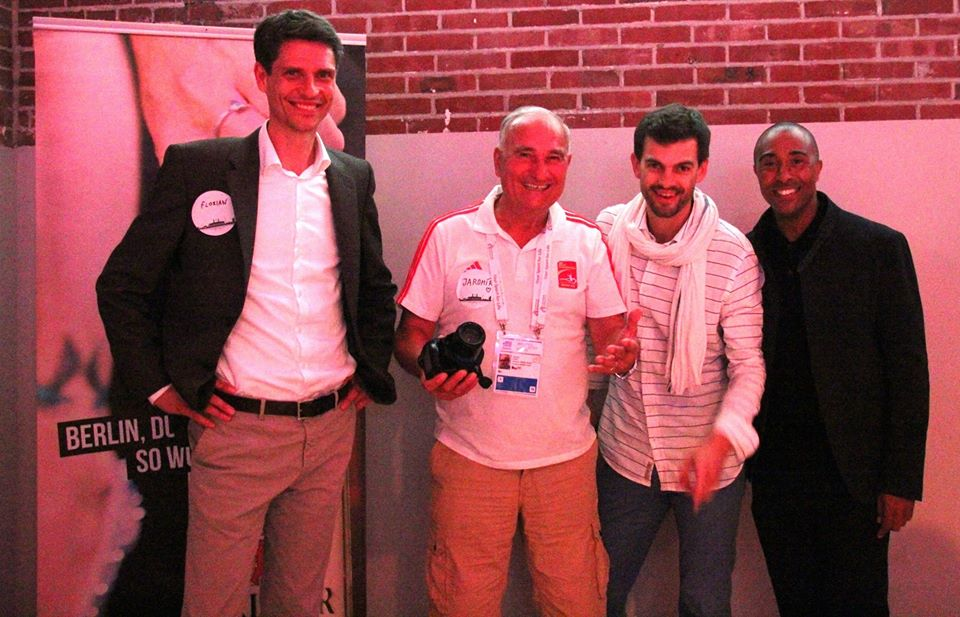
Florian Schwarthoff (ganz links im Jahr 2016), Vizeeuropameister von 1994, war als Medaillenkandidat angetreten, stürzte jedoch in seinem Halbfinallauf und schied damit aus

12. August 1995, 18:26 Uhr
Wind: +1,1 m/s
| Platz | Name                | Nation         | Zeit (s) |
| ----- | ------------------- | -------------- | -------- |
| 1     | Tony Jarrett        | Großbritannien | 13,19    |
| 2     | Roger Kingdom       | USA            | 13,36    |
| 3     | Erik Batte          | Kuba           | 13,39    |
| 4     | Dan Philibert       | Frankreich     | 13,49    |
| 5     | Robert Foster       | Jamaika        | 13,55    |
| 6     | Igors Kazanovs      | Lettland       | 13,61    |
| 7     | Neil Owen           | Großbritannien | 13,91    |
| DNF   | Florian Schwarthoff | Deutschland    |          |

## Finale

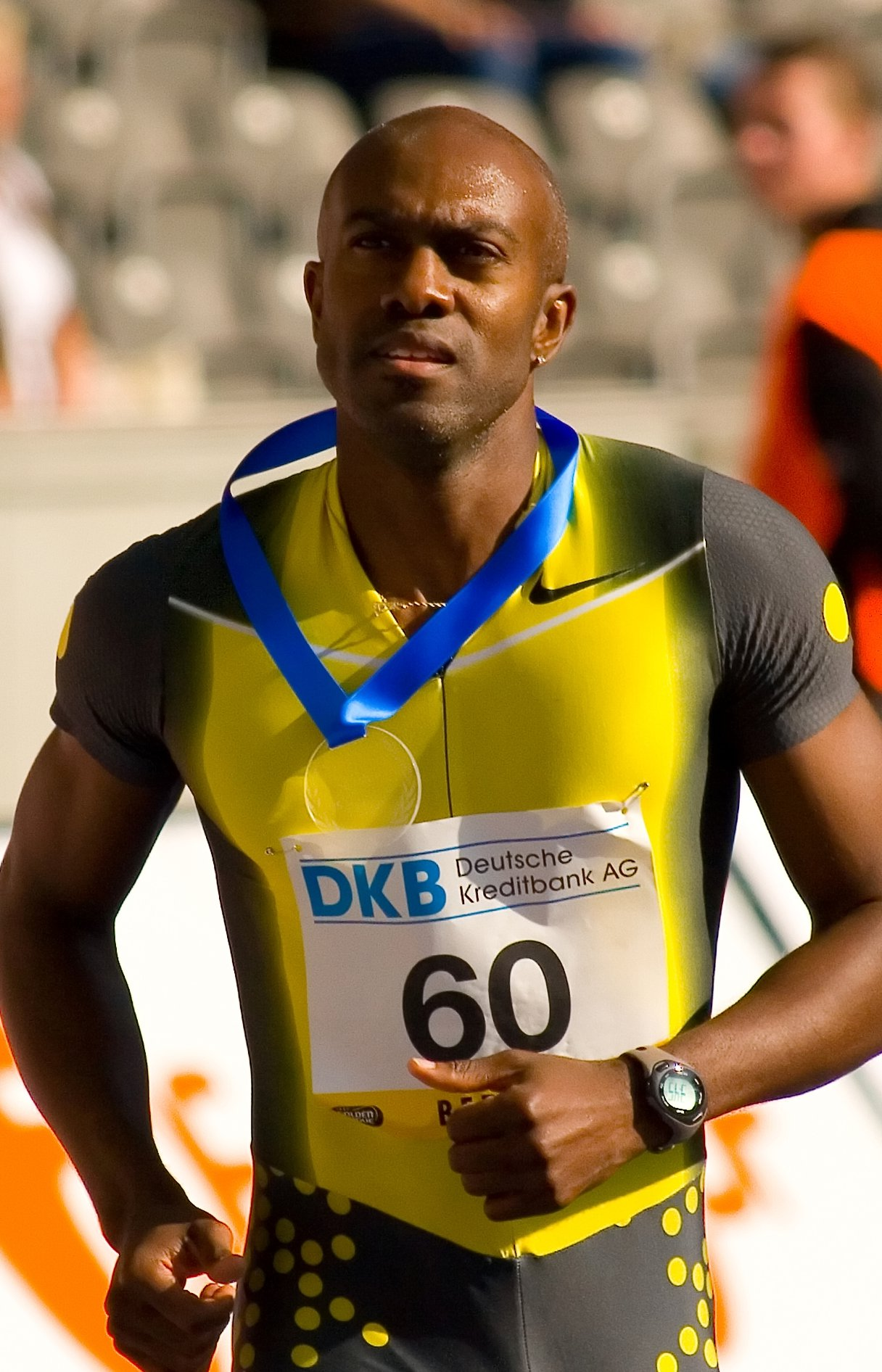
Toppfavorit Allen Johnson errang seinen ersten von vier WM-Titeln – ein Jahr später wurde er Olympiasieger

12. August 1995, 20:05 Uhr
Wind: −0,1 m/s
| Platz | Name             | Nation         | Zeit (s) |
| ----- | ---------------- | -------------- | -------- |
| 1     | Allen Johnson    | USA            | 13,00    |
| 2     | Tony Jarrett     | Großbritannien | 13,04    |
| 3     | Roger Kingdom    | USA            | 13,19    |
| 4     | Jack Pierce      | USA            | 13,27    |
| 5     | Kyle Vander-Kuyp | Australien     | 13,30    |
| 6     | Dan Philibert    | Frankreich     | 13,34    |
| 7     | Erik Batte       | Kuba           | 13,38    |
| 8     | Emilio Valle     | Kuba           | 13,43    |

## Video
- World Championships in Athletics 1995 - 110m hurdles men's final, Video veröffentlicht am 29. Oktober 2013 auf youtube.com, abgerufen am 26. Mai 2020